# Maroússi
Maroúsi ou Maroússi (grec moderne : Μαρούσι), anciennement Amaroúsion (katharévousa : Ἀμαρούσιον) puis Amaroúsio (grec moderne : Αμαρούσιο), est un dème situé au nord d'Athènes dans la périphérie de l'Attique en Grèce.

## Géographie
Marousi est situé à 13 kilomètres au nord-est d'Athènes.
La commune a une superficie de 12 938 km2.
À Marousi se trouve la plus grande forêt de la ville d'Athènes, la Dasos Syngrou.

## Histoire
Le lieu est l'endroit de naissance et de mort du célèbre marathonien olympique grec, Spyrídon Loúis
, premier champion olympique des jeux olympiques modernes dans cette discipline et qui en est devenu l'icône dans la culture populaire et un héros national grec.

## Population
| 1981   | 1991   | 2001   | 2011   |
| ------ | ------ | ------ | ------ |
| 48 150 | 64 092 | 69 470 | 72 333 |

| 2021   | - | - | - |
| ------ | - | - | - |
| 71 830 | - | - | - |

## Transports
Marousi dispose des 3 stations Neratziótissa, Iríni et Maroússi sur la ligne 1 du métro d'Athènes les stations.
Marousi est aussi desservi par le chemin de fer de banlieue d'Athènes (en) dont les trains s'arrêtent à la gare de Neratziótissa et à la gare de Kifisias (en).
L'axe routier principal est l'avenue Kifissías, qui fait partie de la route nationale 83 (en) (Athènes-Rafína) et qui relie Maroussi au centre d'Athènes et à l'autoroute A6 (Attikí Odós).

## Jumelages
| Ville | Ville  | Pays | Pays   | Période                |
| ----- | ------ | ---- | ------ | ---------------------- |
|       | Faenza |      | Italie | depuis le 10 juin 1992 |
|       | Niš    |      | Serbie |                        |

## Galerie

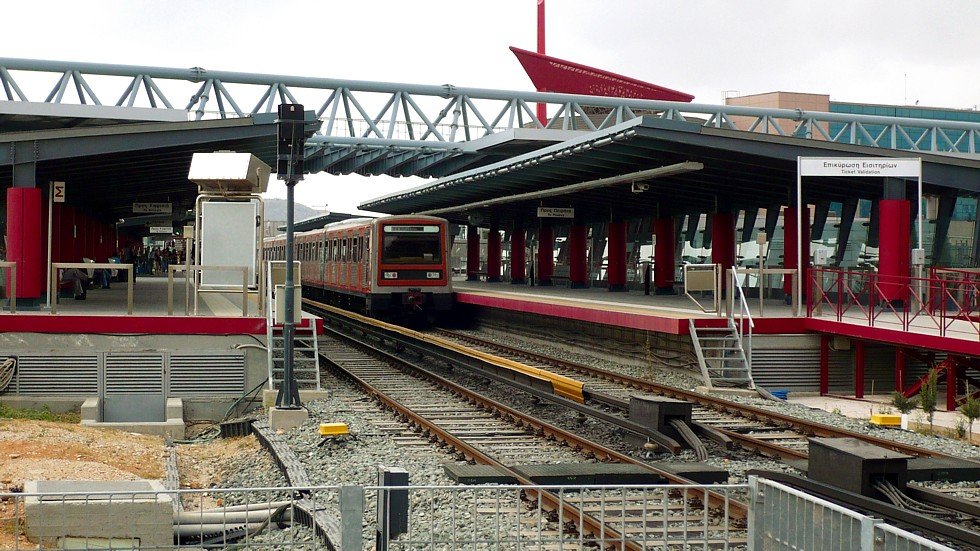
Neratziótissa.
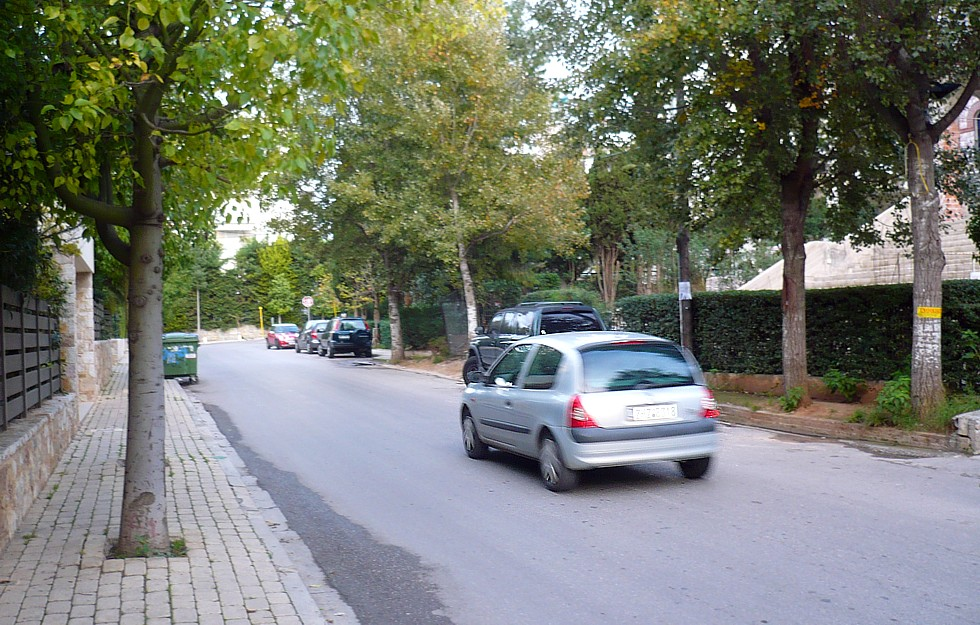
Quartier Agia Filothei de Marousi
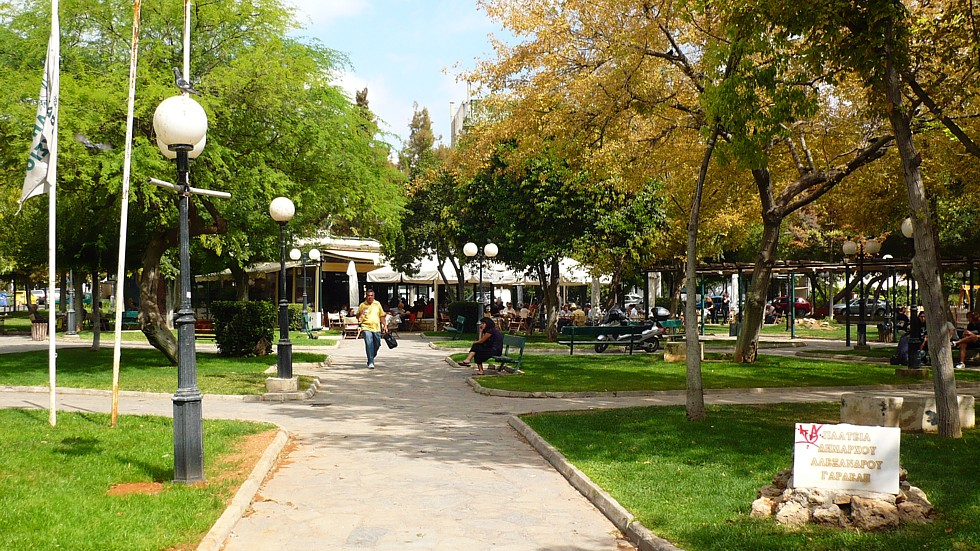
Place Pindou.

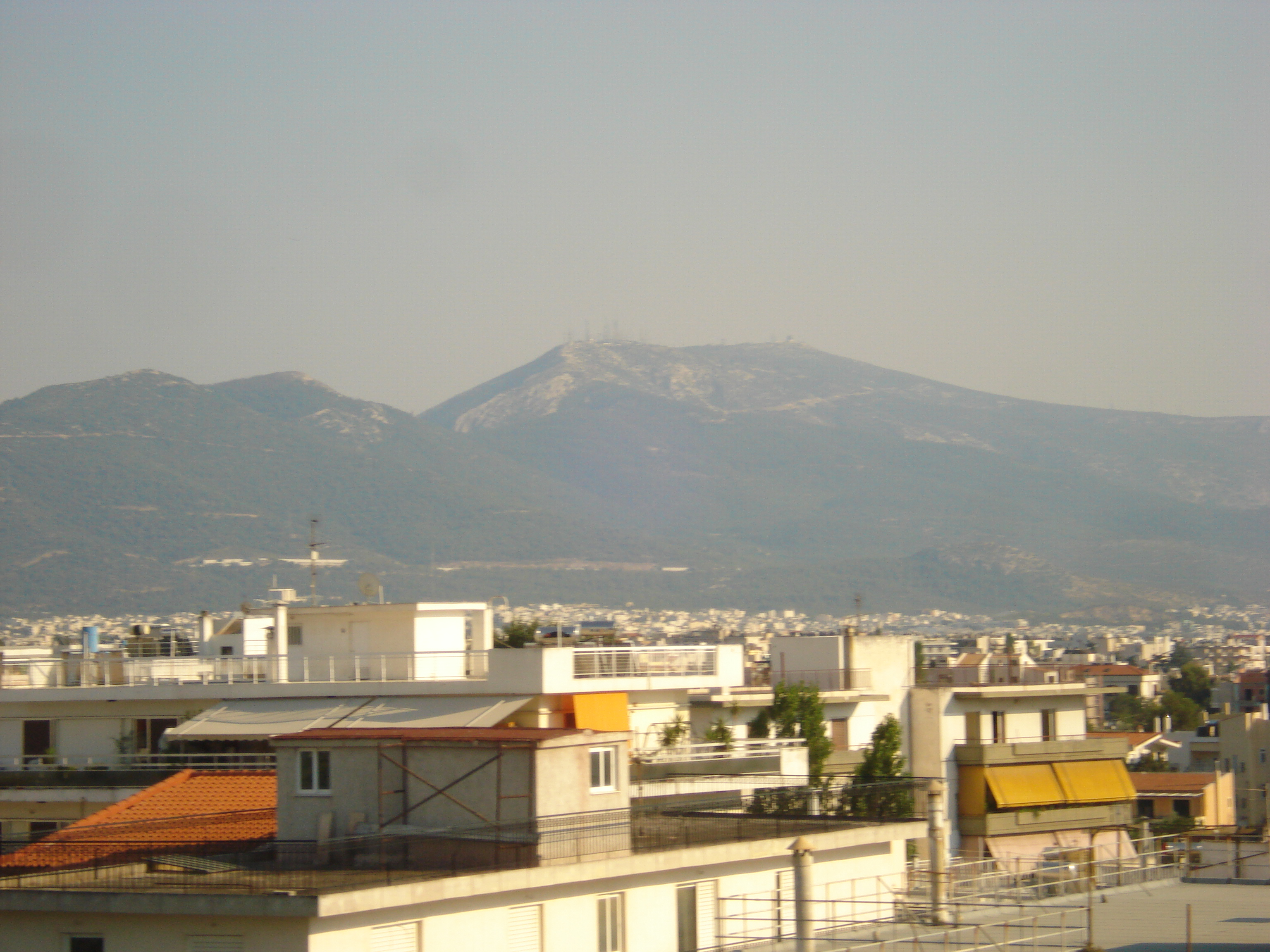
Hymette vu de Marousi.
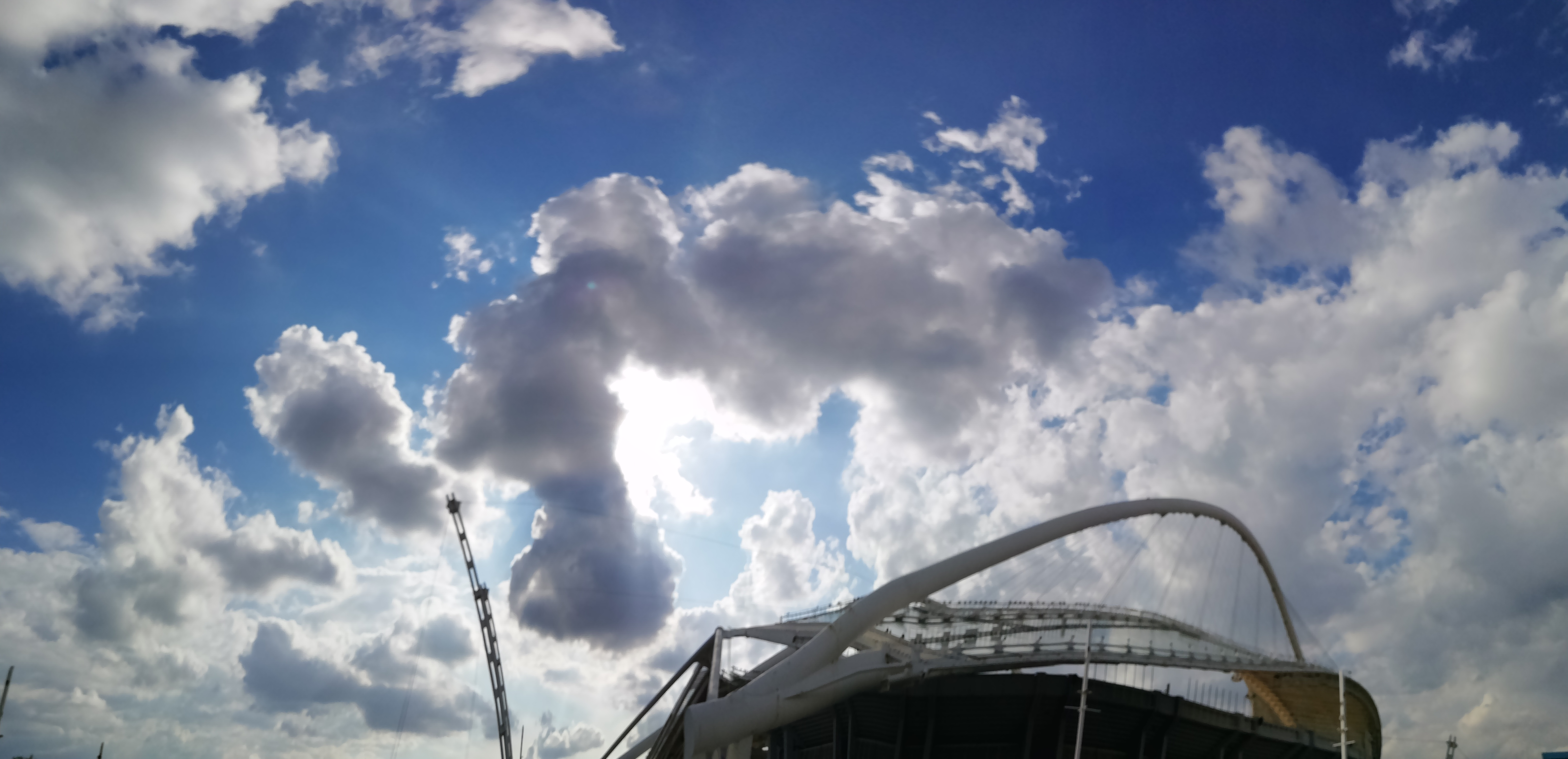
Stade olympique d'Athènes.
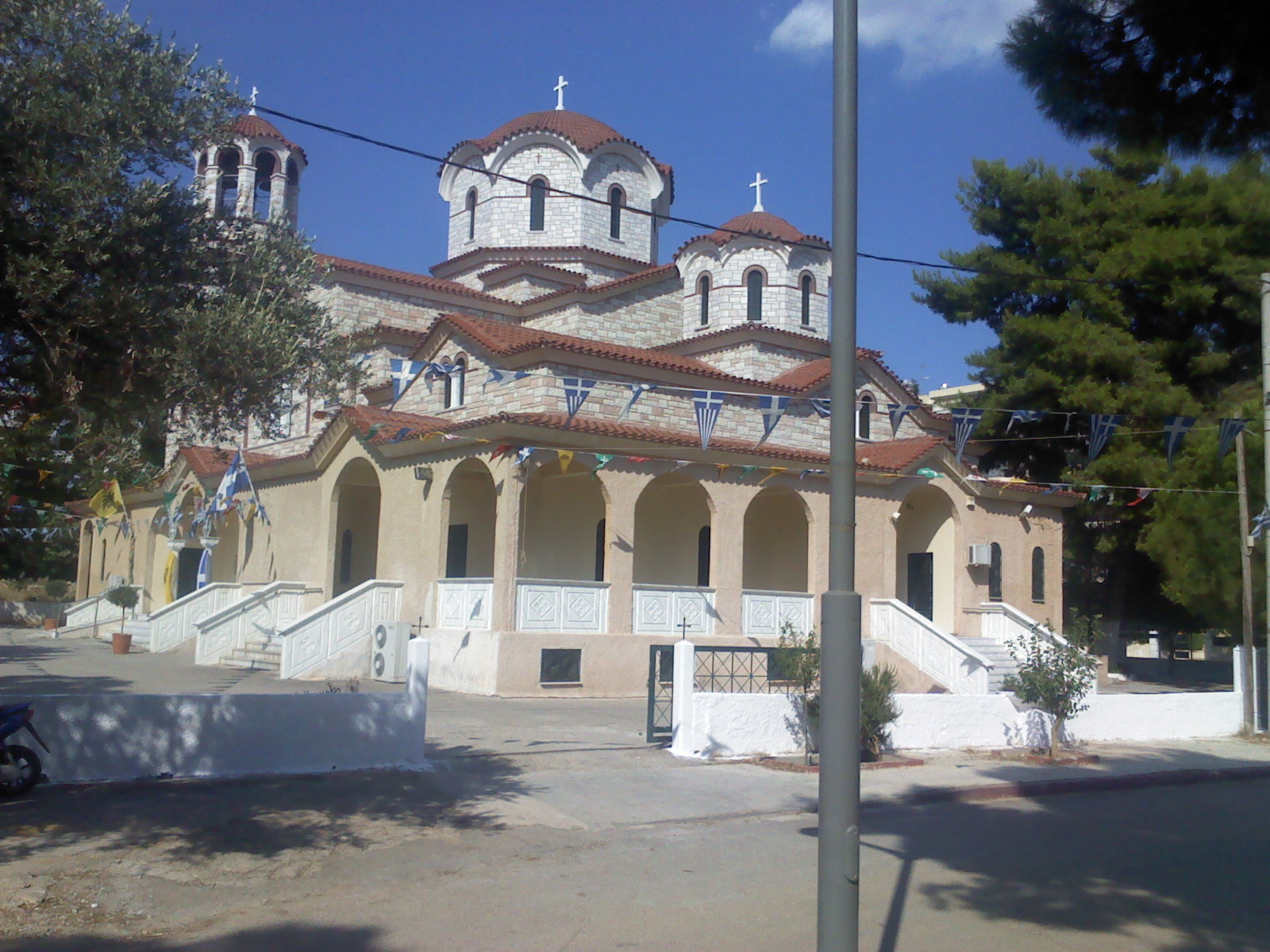
Église Agios Kosmas.